# Pałężynowate
Pałężynowate (Corynocarpaceae) – monotypowa rodzina drzew i krzewów klasyfikowana do rzędu dyniowców. Obejmuje jeden rodzaj pałężyna (Corynocarpus) liczący pięć gatunków. Rośliny te występują we wschodniej i północno-wschodniej Australii, na Nowej Gwinei, Nowej Zelandii i przyległych wyspach Oceanii. Mięsiste owoce rozprzestrzeniane są przez zwierzęta (nietoperze i ptaki).
Owoce i nasiona Corynocarpus laevigatus i C. similis są jadalne, jednak wymagają obróbki cieplnej – w stanie surowym są trujące. Spożywane są po długotrwałym namaczaniu i gotowaniu. Pnie drzew używane są do wyrobu łodzi. W drewnie tych drzew maoryscy mieszkańcy Wysp Chatham wycinali glify.

## Morfologia

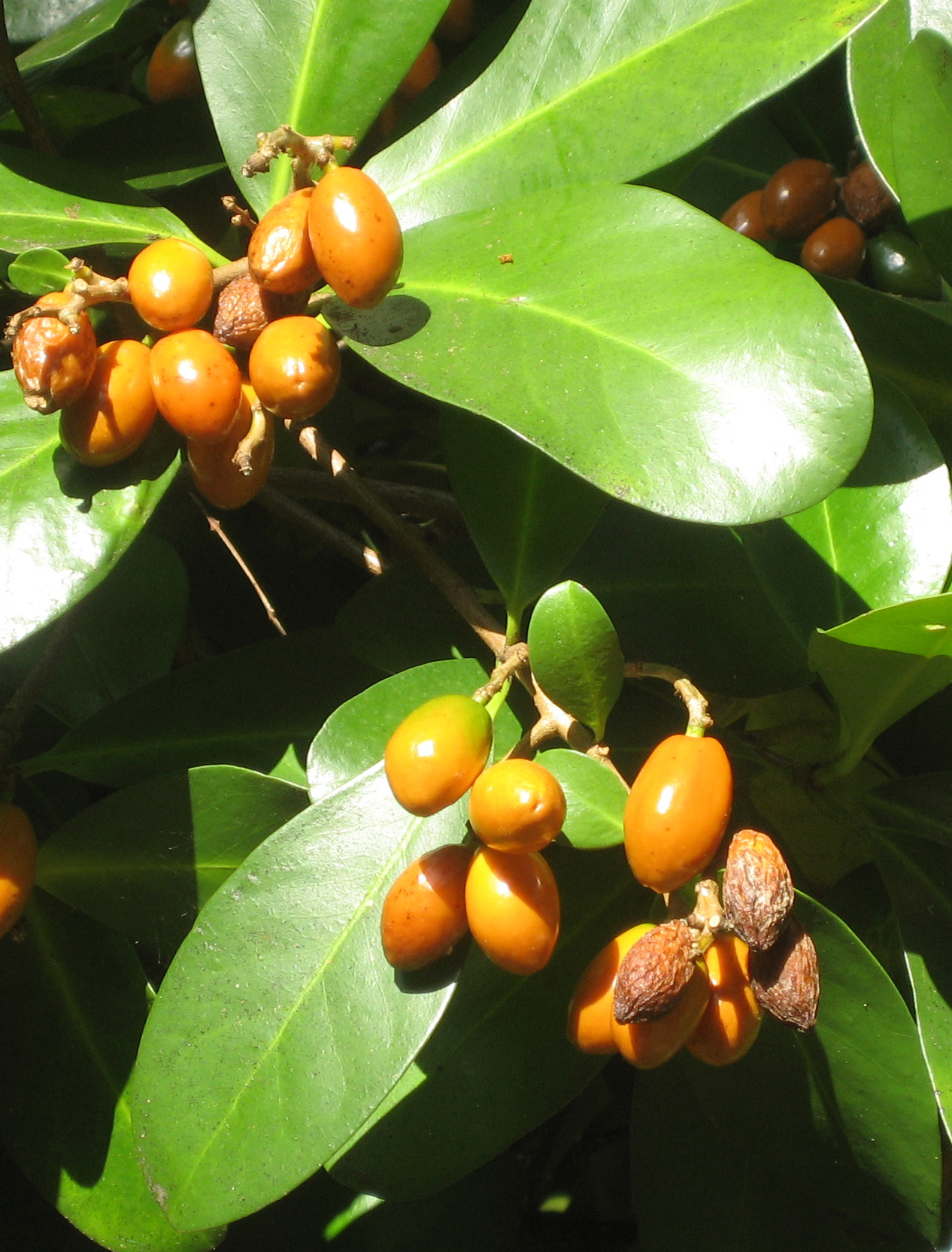
Owoce Corynocarpus laevigatus

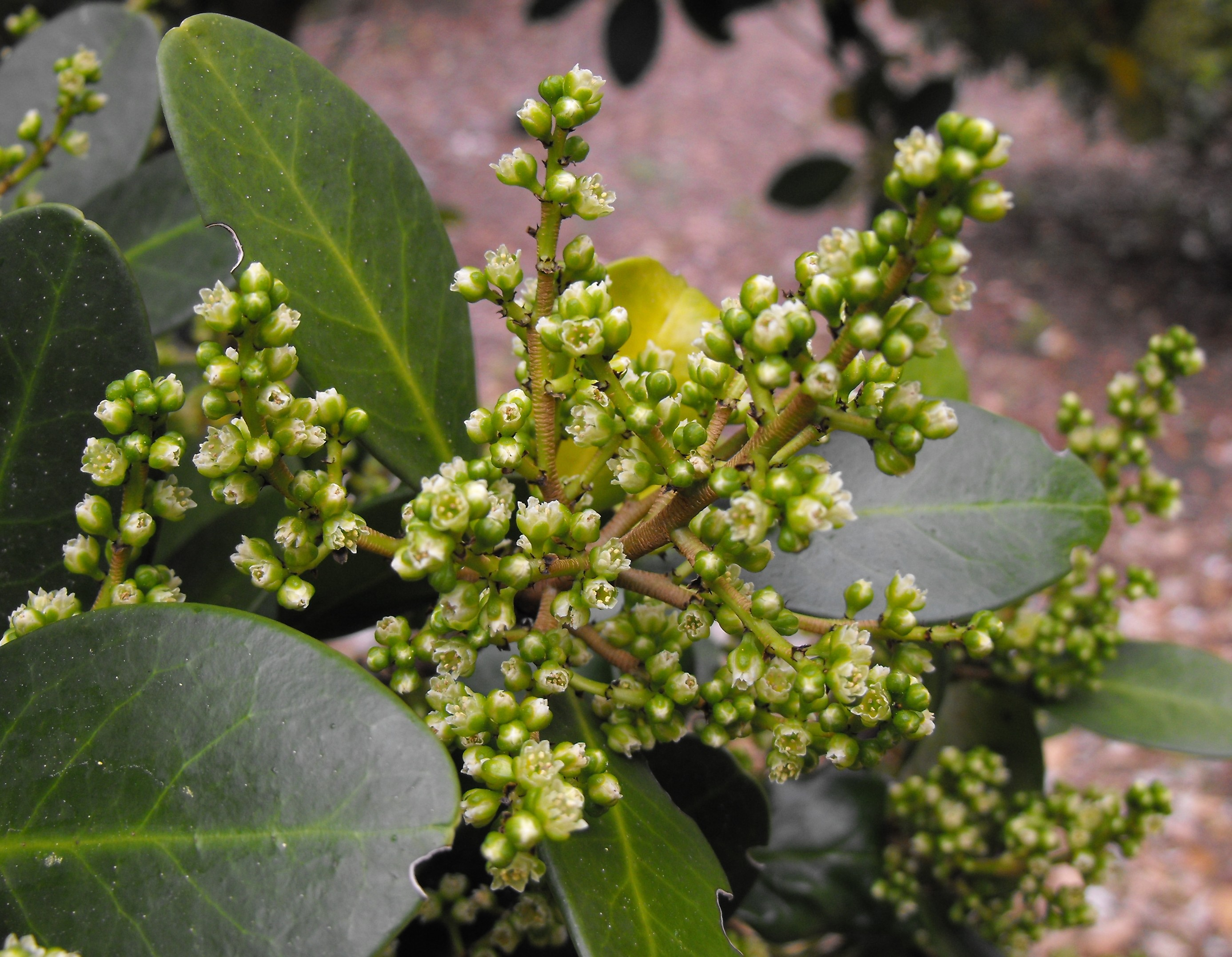
Kwiatostan Corynocarpus laevigatus

PokrójDrzewa osiągające 40 m wysokości, rzadziej krzewy. Pędy mają nagie, często wyrastające w okółkach.
LiścieZimozielone, okazałe (do 25 cm długości) wyrastające skrętolegle i często skupione na końcach pędów. Blaszka liściowa jest niepodzielona, całobrzega, skórzasta. Przylistki są obecne, ale szybko odpadają.
KwiatyDrobne (do 4 mm średnicy), obupłciowe, promieniste i skupione w spłaszczone wiechy na końcach pędów. Poszczególne kwiaty wyrastają na krótkich szypułkach wspartych przysadkami. Kielich i korona składają się z pięciu wolnych działek i płatków. Pręcików płodnych jest pięć i tyle samo jest prątniczków. Zalążnia jest górna i składa się z dwóch owocolistków, z których rozwija się tylko jedna komora. Szyjka słupka jest pojedyncza lub podwójna, asymetryczna, zakończona główkowatym znamieniem.
OwoceJednonasienne pestkowce z mięsistym mezokarpem i zdrewniałym endokarpem.

## Systematyka
Rodzaj Corynocarpus był przez długi czas klasyfikowany w obrębie rzędu dławiszowców (Celastrales). Badania molekularne wykazały nieco zaskakujące pokrewieństwo z rodzinami rzędu dyniowców (Cucurbitales), później potwierdzone analizami morfologicznymi.
Pozycja systematyczna według APweb (aktualizowany system APG IV z 2016)
Grupa siostrzana dla rodziny garbownikowate (Coriariaceae) w rzędzie dyniowców należącym do kladu różowych w obrębie okrytonasiennych: 
|  | Corynocarpaceae – pałężynowate |
|  |                                |
|  | Coriariaceae – garbownikowate  |
|  |                                |

|  | Tetramelaceae                                                                             |
|  |                                                                                           |
|  | \| \| Datiscaceae – konopnicowate \| \| \| \| \| \| Begoniaceae – begoniowate \| \| \| \| |
|  |                                                                                           |
|  | Datiscaceae – konopnicowate                                                               |
|  |                                                                                           |
|  | Begoniaceae – begoniowate                                                                 |
|  |                                                                                           |

|  | Datiscaceae – konopnicowate |
|  |                             |
|  | Begoniaceae – begoniowate   |
|  |                             |

|  | Tetramelaceae                                                                             |
|  |                                                                                           |
|  | \| \| Datiscaceae – konopnicowate \| \| \| \| \| \| Begoniaceae – begoniowate \| \| \| \| |
|  |                                                                                           |
|  | Datiscaceae – konopnicowate                                                               |
|  |                                                                                           |
|  | Begoniaceae – begoniowate                                                                 |
|  |                                                                                           |

|  | Datiscaceae – konopnicowate |
|  |                             |
|  | Begoniaceae – begoniowate   |
|  |                             |

|  | Corynocarpaceae – pałężynowate |
|  |                                |
|  | Coriariaceae – garbownikowate  |
|  |                                |

|  | Tetramelaceae                                                                             |
|  |                                                                                           |
|  | \| \| Datiscaceae – konopnicowate \| \| \| \| \| \| Begoniaceae – begoniowate \| \| \| \| |
|  |                                                                                           |
|  | Datiscaceae – konopnicowate                                                               |
|  |                                                                                           |
|  | Begoniaceae – begoniowate                                                                 |
|  |                                                                                           |

|  | Datiscaceae – konopnicowate |
|  |                             |
|  | Begoniaceae – begoniowate   |
|  |                             |

|  | Tetramelaceae                                                                             |
|  |                                                                                           |
|  | \| \| Datiscaceae – konopnicowate \| \| \| \| \| \| Begoniaceae – begoniowate \| \| \| \| |
|  |                                                                                           |
|  | Datiscaceae – konopnicowate                                                               |
|  |                                                                                           |
|  | Begoniaceae – begoniowate                                                                 |
|  |                                                                                           |

|  | Datiscaceae – konopnicowate |
|  |                             |
|  | Begoniaceae – begoniowate   |
|  |                             |

|  | Corynocarpaceae – pałężynowate |
|  |                                |
|  | Coriariaceae – garbownikowate  |
|  |                                |

|  | Tetramelaceae                                                                             |
|  |                                                                                           |
|  | \| \| Datiscaceae – konopnicowate \| \| \| \| \| \| Begoniaceae – begoniowate \| \| \| \| |
|  |                                                                                           |
|  | Datiscaceae – konopnicowate                                                               |
|  |                                                                                           |
|  | Begoniaceae – begoniowate                                                                 |
|  |                                                                                           |

|  | Datiscaceae – konopnicowate |
|  |                             |
|  | Begoniaceae – begoniowate   |
|  |                             |

|  | Tetramelaceae                                                                             |
|  |                                                                                           |
|  | \| \| Datiscaceae – konopnicowate \| \| \| \| \| \| Begoniaceae – begoniowate \| \| \| \| |
|  |                                                                                           |
|  | Datiscaceae – konopnicowate                                                               |
|  |                                                                                           |
|  | Begoniaceae – begoniowate                                                                 |
|  |                                                                                           |

|  | Datiscaceae – konopnicowate |
|  |                             |
|  | Begoniaceae – begoniowate   |
|  |                             |

|  | Corynocarpaceae – pałężynowate |
|  |                                |
|  | Coriariaceae – garbownikowate  |
|  |                                |

|  | Tetramelaceae                                                                             |
|  |                                                                                           |
|  | \| \| Datiscaceae – konopnicowate \| \| \| \| \| \| Begoniaceae – begoniowate \| \| \| \| |
|  |                                                                                           |
|  | Datiscaceae – konopnicowate                                                               |
|  |                                                                                           |
|  | Begoniaceae – begoniowate                                                                 |
|  |                                                                                           |

|  | Datiscaceae – konopnicowate |
|  |                             |
|  | Begoniaceae – begoniowate   |
|  |                             |

|  | Tetramelaceae                                                                             |
|  |                                                                                           |
|  | \| \| Datiscaceae – konopnicowate \| \| \| \| \| \| Begoniaceae – begoniowate \| \| \| \| |
|  |                                                                                           |
|  | Datiscaceae – konopnicowate                                                               |
|  |                                                                                           |
|  | Begoniaceae – begoniowate                                                                 |
|  |                                                                                           |

|  | Datiscaceae – konopnicowate |
|  |                             |
|  | Begoniaceae – begoniowate   |
|  |                             |

Podział
Rodzaj: Corynocarpus J. R. Forster et J. G. A. Forster, Charact. Gen. 16. 29 Nov 1775 (syn. Merretia Solander ex N. L. Marchand, Rév. Anacard. 58. 1869) – pałężyna, pałęczyna
- Corynocarpus cribbianus (F.M.Bailey) L.S.Sm.
- Corynocarpus dissimilis Hemsl.
- Corynocarpus laevigatus J.R.Forst. & G.Forst.
- Corynocarpus rupestris Guymer
- Corynocarpus similis Hemsl.